# Bupleurum triradiatum
Bupleurum triradiatum là một loài thực vật có hoa trong họ Hoa tán. Loài này được Adams ex Hoffm. mô tả khoa học đầu tiên năm 1814.